# Elektroschwache Wechselwirkung

Betazerfall in der elektroschwachen Wechselwirkung

Die elektroschwache Wechselwirkung bildet die Grundlage einer vereinheitlichten Theorie aus Quantenelektrodynamik und schwacher Wechselwirkung im Rahmen des Standardmodells. Sie wurde in den 1960er Jahren von den Physikern Sheldon Glashow, Steven Weinberg und Abdus Salam eingeführt, um die elektromagnetische und schwache Wechselwirkung in einer Theorie zusammenzufassen. Sie erhielten dafür 1979 den Nobelpreis für Physik, nachdem die Theorie in den 1970er Jahren experimentell bestätigt worden war.
Während in der Quantenelektrodynamik die Wechselwirkung durch Austausch eines masselosen Photons beschrieben wird und die quantenfeldtheoretische Version der klassischen Elektrodynamik ist, erklärt die vereinheitlichte Theorie die geringe Reichweite der schwachen Wechselwirkung, die z. B. in der Neutrino-Physik und beim Betazerfall wirkt, damit, dass hier sehr viel schwerere Teilchen ausgetauscht werden: Das geladene W-Boson und das neutrale Z-Boson mit Massen in der Größenordnung von {\displaystyle 10^{2}} Giga-Elektronenvolt (GeV).
Die elektroschwache Theorie ist außerdem ein Beispiel für eine Eichfeldtheorie mit einer Eichgruppe, die dem Produkt {\displaystyle SU(2)\times U(1)} entspricht. Dabei steht {\displaystyle SU(2)} für die zweidimensionale Spezielle unitäre Gruppe und {\displaystyle U(1)} für die eindimensionale unitäre Gruppe. Der zweidimensionale Matrixcharakter ist ein Ausdruck davon, dass der Anteil der schwachen Wechselwirkung an der elektroschwachen Wechselwirkung verschiedene Elementarteilchen ineinander umwandelt. Dagegen entspricht {\displaystyle U(1)} nur einem Phasenfaktor (der Multiplikation mit einer komplexen Zahl) vor der Wellenfunktion.
Am einfachsten lässt sich die Wirkung der elektroschwachen Wechselwirkung durch Feynman-Diagramme veranschaulichen. Zum Beispiel werden beim Betazerfall des Neutrons ein Proton, ein Elektron und ein Antineutrino erzeugt. Dies kann beschrieben werden über den Austausch eines negativ geladenen W-Bosons, das im Nukleon ein d-Quark in ein u-Quark umwandelt und auf der anderen Seite bei den Leptonen ein Antineutrino in ein Elektron (siehe Abbildung rechts).

## Physik der schwachen und elektroschwachen Wechselwirkung
Für die physikalische Beschreibung ist es notwendig, die Leptonen bzw. Quarks einer Generation (oder Familie) zu einem Dublett für links-chirale Teilchen und zu Singuletts für rechts-chirale Teilchen zusammenzufassen. Die elektroschwache Wechselwirkung wirkt auf folgende Teilchendubletts und Singuletts aus Fermionen:
| Leptonen                                 | Leptonen                                       | Leptonen                                         | Elektrische Ladung Q                 | Schwache Hyperladung Yw             | 3. Komponente des schwachen Isospins Tz |
| ---------------------------------------- | ---------------------------------------------- | ------------------------------------------------ | ------------------------------------ | ----------------------------------- | --------------------------------------- |
| {\displaystyle {\nu _{e} \choose e}_{L}} | {\displaystyle {\nu _{\mu } \choose \mu }_{L}} | {\displaystyle {\nu _{\tau } \choose \tau }_{L}} | {\displaystyle {0} \choose {-1}}     | {\displaystyle {-1} \choose {-1}}   | {\displaystyle {+1/2} \choose {-1/2}}   |
| Quarks                                   |                                                |                                                  |                                      |                                     |                                         |
| {\displaystyle {u \choose d'}_{L}}       | {\displaystyle {c \choose s'}_{L}}             | {\displaystyle {t \choose b'}_{L}}               | {\displaystyle {2/3} \choose {-1/3}} | {\displaystyle {1/3} \choose {1/3}} | {\displaystyle {+1/2} \choose {-1/2}}   |

Die up-artigen Fermionen sind jeweils oben aufgeführt. Ihre elektrische Ladung ist um 1 größer als die der darunter aufgeführten, korrespondierenden down-artigen Teilchen.
| 1                         | 2                            | 3                             | Elektrische Ladung Q            | schwache Hyperladung Yw         |
| ------------------------- | ---------------------------- | ----------------------------- | ------------------------------- | ------------------------------- |
| {\displaystyle e_{R}^{-}} | {\displaystyle \mu _{R}^{-}} | {\displaystyle \tau _{R}^{-}} | {\displaystyle -1}              | {\displaystyle -2}              |
| {\displaystyle u_{R}}     | {\displaystyle c_{R}}        | {\displaystyle t_{R}}         | {\displaystyle +{\frac {2}{3}}} | {\displaystyle +{\frac {4}{3}}} |
| {\displaystyle d_{R}}     | {\displaystyle s_{R}}        | {\displaystyle b_{R}}         | {\displaystyle -{\frac {1}{3}}} | {\displaystyle -{\frac {2}{3}}} |

Die elektrische Ladung ist dabei in Einheiten der Elementarladung e verstanden. Der Strich bei d, s und b-Quarks weist darauf hin, dass dies die Zustände der schwachen Wechselwirkung und nicht die beobachtbaren Masseneigenzustände sind. Dieser Unterschied führt zur CKM-Mischung von Quarks.
Die elektroschwache Wechselwirkung wirkt zudem auf die zugehörigen Antiteilchen und aus diesen Teilchen zusammengesetzte Systeme. 
Zusätzlich zur elektrischen Ladung Q tragen die oben aufgezählten Teilchen eine schwache Hyperladung YW. Die elektrische Ladung steht mit dieser und der dritten Komponente des schwachen Isospins in folgendem Zusammenhang:
{\displaystyle Q=Y_{W}/2+T_{z}}.

## Eichbosonen
Wie bei allen quantenfeldtheoretischen Eichtheorien werden auch in der elektroschwachen Theorie die Wechselwirkungen durch Eichbosonen vermittelt. In der elektroschwachen Theorie treten rechnerisch zunächst vier masselose Eichbosonen auf:
- ein B0-Boson (schwaches Isospin-Singulett {\displaystyle T=T_{z}=0} mit Kopplungsstärke g′ an die schwache Hyperladung {\displaystyle Y_{w}}),
- drei W-Bosonen W0, W1, W2 (schwaches Isospin-Triplett {\displaystyle T=1} und {\displaystyle T_{z}=0,\pm 1} mit Kopplungsstärke g an {\displaystyle T_{z}}).

Nach einer spontanen Symmetriebrechung ergibt sich eine Massenmatrix für die vier Bosonen, die nicht diagonal ist. Eine Diagonalisierung auf die Masseneigenzustände führt letztlich zu drei massiven Eichbosonen und einem masselosen:
- das Photon {\displaystyle \gamma }, masselos, nicht elektrisch geladen
- das Z0-Boson, Masse 91,2 GeV, nicht elektrisch geladen[5]
- zwei W-Bosonen W±, Masse 80,4 GeV, elektrische Ladung ±1.[5]

Die Linearkombinationen, mit denen diese Bosonen beschrieben werden, lauten:
{\displaystyle \vert \gamma \rangle =\cos \theta _{\mathrm {W} }\vert B^{0}\rangle +\sin \theta _{\mathrm {W} }\vert W^{0}\rangle }
{\displaystyle \vert Z^{0}\rangle =-\sin \theta _{\mathrm {W} }\vert B^{0}\rangle +\cos \theta _{\mathrm {W} }\vert W^{0}\rangle }
{\displaystyle \vert W^{\pm }\rangle ={\frac {1}{\sqrt {2}}}\left(\vert W^{1}\rangle \mp i\vert W^{2}\rangle \right)}
Das Z0-Boson ist nicht wie die W±-Bosonen maximal paritätsverletzend, da es einen Anteil des rechnerischen B0-Bosons enthält. Man sagt, die Zustände des Photons und des Z0-Bosons sind um den Weinbergwinkel {\displaystyle \theta _{\mathrm {W} }} gedreht.
Das Photon verhält sich wie im Rahmen der QED beschrieben.

## Z- und W-Bosonen
Das ungeladene Eichboson Z0 wirkt auf alle in obiger Tabelle aufgeführten linkshändigen Anteile und durch die Weinberg-Mischung zu einem Teil auch auf die rechtshändigen Anteile. Da das Z-Boson keine elektrische Ladung besitzt, spricht man bei diesen Vorgängen auch von neutralen Strömen (englisch neutral currents, NC), siehe Abbildung 1. Bei beiden Prozessen findet teilweise eine Verletzung der Parität statt.

Abbildung 1: neutrale Ströme
Abbildung 2: geladene Ströme

Die W±-Bosonen tragen, im Gegensatz zum Z-Boson, eine elektrische Ladung. Die zugehörigen Teilchenprozesse bezeichnet man deswegen auch als „geladene Ströme“ (englisch charged currents, CC), siehe Abbildung 2. Da diese zwei geladenen Ströme ausschließlich an die linkshändigen Dubletts koppeln, tritt bei beiden Vorgängen eine maximale Verletzung der Parität auf.

### CKM-Mischung bei Quarks
Bei Quarks ist im Zusammenhang mit den zwei W-Bosonen zusätzlich die CKM-Mischung (benannt nach Nicola Cabibbo, Makoto Kobayashi und Toshihide Maskawa) zu beachten. Zum Beispiel kann ein u-Quark durch ein W− nicht nur in ein d-Quark umgewandelt werden. Es besteht mit geringerer Wahrscheinlichkeit auch die Möglichkeit ein s-Quark oder b-Quark zu erhalten. Die W-Bosonen können also auch das Flavour ändern. Dieses Verhalten wird dadurch verursacht, dass die Masseneigenzustände nicht mit den Wechselwirkungseigenzuständen übereinstimmen.

### Namensgebung
Die W-Bosonen sind nach der Schwachen Kraft (englisch: weak force) benannt (eine alternative Bezeichnung war und ist intermediäres Vektorboson), das Z-Boson nach seiner elektrischen Neutralität (englisch: zero charge).
 Die Abkürzungen W und Z finden sich in der Originalarbeit von Weinberg von 1967, Salam benutzt in seiner 1968 veröffentlichten Originalarbeit {\displaystyle W_{\pm }} für die geladenen Vektorbosonen und X für das Z-Boson (eine Mischung aus den {\displaystyle W_{0}} und {\displaystyle W_{3}} Komponenten), Glashow benutzte in seiner Arbeit von 1961 für alle vier Austauschteilchen die Abkürzung Z.
Nicht nur in populärwissenschaftlichen Medien findet man, wenn auch nicht sehr häufig, die Bezeichnung Weakonen, meist für die beiden W-Bosonen und das Z-Boson, seltener nur für die W-Bosonen. Abgesehen vom unterschiedlichen Gebrauch ist der Begriff allerdings problematisch, da damit keine vollständige, abgeschlossene Gruppe bezeichnet wird – es fehlt das Photon. In offiziellen Publikationen wie etwa vom CERN oder der Particle Data Group taucht der Begriff nicht auf (Stand 2009).

## Wechselwirkung und Masse
Massenbehaftete Eichbosonen können in der Quantenfeldtheorie nur mit Hilfe eines Skalarfeldes beschrieben werden, das den beteiligten Eichbosonen Masse verleiht. In der elektroschwachen Theorie ist dieses Feld das Higgs-Feld (benannt nach Peter Higgs). Dabei nimmt man an, dass das skalare Higgs-Feld im frühen Universum nur ein Minimum besaß.
Durch die fortlaufende Abkühlung folgte ein spontaner Symmetriebruch und das Higgs-Feld fiel in ein neues Minimum. Die Eichbosonen der elektroschwachen Wechselwirkung erhalten durch die Ankopplung an das Higgs-Feld endliche Massen. Am 4. Juli 2012 wurde durch das CERN die Entdeckung eines Bosons mit einer Masse von etwa 125 GeV/c² bekannt gegeben, bei dem es sich sehr wahrscheinlich um das Higgs-Teilchen handelt.

## Erweiterungen
Man versucht die elektroschwache Wechselwirkung ihrerseits mit anderen Wechselwirkungen zu vereinigen. Naheliegend ist die Erweiterung um die starke Wechselwirkung (QCD) zu einer GUT.
Auch Erweiterungen der Eichgruppen z. B. um eine rechtshändige {\displaystyle SU(2)_{R}} wurden vorgeschlagen. Diese Erweiterungen sagen je nach genauem Modell Z- und/oder W-artige Bosonen voraus, nach denen u. a. am Large Hadron Collider gesucht wird. Bis jetzt sind solche Z′- oder W′-Bosonen nicht beobachtet worden.

## Nobelpreise
Die Quantisierung der elektromagnetischen Strahlung geht letztendlich auf die Erklärung der Schwarzkörperstrahlung durch Max Planck im Jahr 1900 zurück (plancksches Strahlungsgesetz). Für die Interpretation des photoelektrischen Effektes in Form der Lichtquantenhypothese im Jahr 1905 erhielt Albert Einstein im Jahr 1921 den Physik-Nobelpreis. Diese Lichtquanten fanden sich später als Photonen in der Quantenphysik wieder. Das Photon ist das bekannteste Austausch-Boson der elektroschwachen Wechselwirkung.
1957 gelang Chien-Shiung Wu in dem nach ihr benannten Wu-Experiment (durchgeführt am National Bureau of Standards) der Nachweis der Paritätsverletzung bei schwachen Wechselwirkungen und damit der empirische Nachweis für die Hypothese von Tsung-Dao Lee und Chen Ning Yang. Diese hatten 1956 die Theorie veröffentlicht, dass in der Elementarteilchenphysik eine Vertauschung von rechts und links einen Unterschied machen kann, d. h. bei einer räumlichen Spiegelung müssen Original und Spiegelbild nicht immer ununterscheidbar sein (Paritätsverletzung).
Als Lee und Yang noch im gleichen Jahr den Physik-Nobelpreis erhielten, meinten viele Fachleute, dass Chien-Shiung Wu zu Unrecht leer ausgegangen sei. Der Grund wurde in der überkommenen Missachtung der experimentellen gegenüber der theoretischen Physik gesehen.
Die Vereinheitlichung der elektromagnetischen mit der schwachen Wechselwirkung wurde zunächst von Sheldon Glashow, Abdus Salam und Steven Weinberg 1967 theoretisch beschrieben (GWS-Theorie), experimentell wurde die Theorie 1973 indirekt durch die Entdeckung der neutralen Ströme und 1983 direkt durch den Nachweis der W± und Z0-Eichbosonen (Austausch-Bosonen) bestätigt. Eine Besonderheit ist die Verletzung der Parität durch die elektroschwache Wechselwirkung. Für ihre Theorie erhielten die oben genannten 1979 den Nobelpreis für Physik.
Als Sprecher des internationalen Forscherteams am UA1-Detektor und am Teilchenbeschleuniger SPS am CERN erhielt Carlo Rubbia und als Chefentwickler der stochastischen Kühlung Simon van der Meer im Jahr 1984 den Physik-Nobelpreis, „für ihre maßgeblichen Beiträge bei dem großen Projekt, das zur Entdeckung der Feldpartikel W und Z, Vermittler schwacher Wechselwirkung, geführt hat“.
Für die maßgebliche Beteiligung bei der Entwicklung einer Theoretischen Beschreibung zur Massengeneration in Eichtheorien erhielten 2013 François Englert und Peter Higgs den Nobelpreis für Physik. Die Theorie wurde durch die Entdeckung des zugehörigen Feldquants, des Higgs-Bosons, am Large Hadron Collider bestätigt.

## Einordnung
| Fundamentale Wechselwirkungen und ihre Beschreibungen (Theorien in frühem Stadium der Entwicklung sind grau hinterlegt.) |                                       |                                                 |                                   |                         |                                |
| | Starke Wechselwirkung                 | Elektromagnetische Wechselwirkung               | Elektromagnetische Wechselwirkung | Schwache Wechselwirkung | Gravitation                    |
| klassisch |                                       | Elektrostatik                                   | Magnetostatik                     |                         | Newtonsches Gravitationsgesetz |
| klassisch | Elektrodynamik                        | Elektrodynamik                                  | Allgemeine Relativitätstheorie    |                         |                                |
| quanten- theoretisch | Quantenchromodynamik (Standardmodell) | Quantenelektrodynamik                           | Quantenelektrodynamik             | Fermi-Theorie           | Quantengravitation (?)         |
| quanten- theoretisch | Quantenchromodynamik (Standardmodell) | Elektroschwache Wechselwirkung (Standardmodell) |                                   |                         | Quantengravitation (?)         |
| quanten- theoretisch | Große vereinheitlichte Theorie (?)    |                                                 |                                   |                         | Quantengravitation (?)         |
| quanten- theoretisch | Weltformel („Theorie von Allem“) (?)  |                                                 |                                   |                         |                                |